# Liste des cathédrales du Gabon
Cet article recense les cathédrales du Gabon.

## Liste
Cathédrales de l'Église catholique romaine:
| Cathédrale                            | Archidiocèse ou Diocèse         | Lieux       |
| ------------------------------------- | ------------------------------- | ----------- |
| Cathédrale Notre-Dame-de-l'Assomption | Archidiocèse de Libreville      | Libreville  |
| Cathédrale Notre-Dame des Neiges      | Archidiocèse de Libreville      | Libreville  |
| Cathédrale Saint-Pierre               | Archidiocèse de Libreville      | Libreville  |
| Cathédrale Saint-Hilaire              | Diocèse de Franceville          | Franceville |
| Cathédrale Notre-Dame-des-Victoires   | Vicariat apostolique de Makokou | Makokou     |
| Cathédrale Saint-Jean-l'Apôtre        | Diocèse de Mouila (de)          | Mouila      |
| Cathédrale Saint-Charles-Lwanga       | Diocèse d'Oyem (de)             | Oyem        |
| Cathédrale Saint-Louis                | Diocèse de Port-Gentil (en)     | Port-Gentil |